# ダメ出し。
『ダメ出し。』（ダメだし）は、筒井旭による日本の漫画作品。
『マーガレット』（集英社）にて2006年4号から19号まで連載され、最終回のみ『ザ マーガレット』2007年2月号に掲載された。単行本全2巻。

## あらすじ
少女漫画家を目指す純情な男子高校生・寅雄。自ら出版社へ持ち込みをしても、「絵が下手、乙女心が分かっていない」と一蹴。
そんな乙女心を理解しない寅雄が恋をする。相手は「顔はいいけど性格がすごい」と噂の中村タキ。タキは実は人気漫画家の妹だった。

## 登場人物
岡 寅雄（おか とらお）
少女漫画家を夢見る高校2年生。ストーリーも絵も一昔前を思わせる古臭いもの。小学生の頃に初めて少女漫画誌を読み、北海ナミコの大ファンになった。
母親は寅雄が小学生の頃に男と駆け落ち、それにショックを受けた父親は蒸発してしまい、現在は祖父（と猫のビチ）との2人暮らし。生活費は振り込まれているので2人とも元気らしい。
中村 タキ（なかむら たき）
寅雄のクラスメイト。漫画家・北海ナミコの妹で、頻繁に仕事を放り出す姉に代わっていくつも漫画を描いているため漫画の腕はプロ級。昔、実体験を漫画にされ、姉も少女漫画も大嫌いになった。
金子 英次（かねこ ひでつぐ）
寅雄のクラスメイト。野球部。ネギの作品「インサート行進曲」の大ファンで、保存用とオカズ用に2冊持っているほど。身の危険を感じた寅雄に誘われ、共にネギのアシスタントに。トーマスと妙な関係になってしまう。
北海 ナミコ（ほっかい なみこ）
『月刊オレンヂ』で漫画を連載する人気漫画家。タキの姉、本名は綿子（わたこ）。締め切り前であろうと自分の性欲を優先する。
根岸 平蔵（ねぎし へいぞう）
作品が映画化されたこともある人気エロ漫画家。綿子の恋人。通称・ネギ。
トーマス横井（トーマスよこい）
ネギの専属アシスタント。日本とイギリスのハーフ、20歳。ゲイで、ネギに叶わぬ想いを抱いている。

## 番外編・同時収録
少女で乙女で何が悪い（番外編）
集英社、『ザ マーガレット』2007年4月号掲載
寅雄と付き合い始めたタキは、初めての感情に戸惑う。
何やらやるとかやらないとか（番外編）
集英社、『ザ マーガレット』2007年6月号掲載
親友の寅雄に誘われて始めたアシスタントの仕事も板に付いてきた金子と、トーマスのその後の物語。
2組の田中ですが
集英社、『マーガレット』2005年3号掲載
幼なじみの宗一郎と過ごす時間を気楽に感じる周（あまね）。ある日、「2組の田中」と名乗る男子から電話で告白され舞い上がってしまうが、2組には「田中」なんていないと分かり……。

## 書誌情報
- 筒井旭 『ダメ出し。』 集英社 〈マーガレットコミックス〉、全2巻
  1. 2006年8月25日発売、ISBN 978-4-08-846086-4
    - 2組の田中ですが

  2. 2007年8月24日発売、ISBN 978-4-08-846204-2
    - 少女で乙女で何が悪い
    - 何やらやるとかやらないとか